# 隆格维尔—埃斯泰尔奈铁路
隆格维尔－埃斯泰尔奈铁路（法語：Ligne de Longueville à Esternay）是法国东北部的一条铁路，起点为隆格维尔站，终点为埃斯泰尔奈站，全长39.5公里。该铁路于1902年全线建成通车，其中部分路段开行法兰西岛大区列车P线，另有部分路段已废弃，在法国铁路系统中的编号为003000。

## 历史
隆格维尔－埃斯泰尔奈铁路修建计划于1852年被提出，最初由法国东部铁路公司负责修建，其中普罗万以南的路段于1858年建成运营，以北的路段则因资金和行政原因直至1902年才全线通车。1938年起成为法国国营铁路公司的一部分。
因该铁路中部和东部地区人口密度较小，维利耶圣乔治以东的路段已于1952年停止客运服务，并于1969年彻底关闭。

## 路线
隆格维尔－埃斯泰尔奈铁路由隆格维尔站向北引出，经普罗万逐渐转东，进入马恩省境内，最终到达埃斯泰尔奈。

## 车站列表
| 隆格维尔－埃斯泰尔奈铁路车站列表                                                                     |         | |              |                                           |
| 车站                                                                                                 | 公里数* | 交汇路线                                                                                                   | 本线停靠车种 | 可换乘交通                                |
| Longueville 隆格维尔站                                                                               | 88.176  | 070000 巴黎－米卢斯铁路（米卢斯/特鲁瓦方向）↑ 070000 巴黎－米卢斯铁路（巴黎方向）↘                         | [T] · [P]    | Seine-et-Marne EXPRESS                    |
| Sainte-Colombe-Septveilles 圣科隆布-塞特韦耶站                                                       | 90.145  | | [T] · [P]    | Seine-et-Marne EXPRESS                    |
| Champbenoist - Poigny 尚伯努瓦-普瓦西站                                                              | 93.346  | | [T] · [P]    |                                           |
| Provins 普罗万站                                                                                     | 94.996  | | [T] · [P]    | Seine-et-Marne EXPRESS 普罗万城市公共交通 |
| Léchelle 莱谢勒站                                                                                    | 102.555 | | （货运）     |                                           |
| Villiers-Saint-Georges 维利耶圣乔治站                                                                | 110.858 | | （货运）     | Seine-et-Marne EXPRESS                    |
| Montceaux - Saint-Bon 蒙索-圣邦站                                                                    | 116.587 | |              | Seine-et-Marne EXPRESS                    |
| Courgivaux 库尔日沃站                                                                                | 119.962 | |              |                                           |
| Esternay 埃斯泰尔奈站                                                                                | 124.112 | 002000 格雷茨-阿曼维利耶－塞扎讷铁路（格雷茨方向）↗                                                        |              |                                           |
| Esternay 埃斯泰尔奈站                                                                                | **      | 004000 梅济－塞纳河畔罗米伊铁路（梅济方向）↗                                                               |              |                                           |
| Esternay 埃斯泰尔奈站                                                                                | **      | 004000 梅济－塞纳河畔罗米伊铁路（塞纳河畔罗米伊方向）↙ 002000 格雷茨-阿曼维利耶－塞扎讷铁路（塞扎讷方向）↓ |              |                                           |
| *注：零公里起点为巴黎东站；划线车站为已关闭车站或线路；灰色部分表示其所在线路已关闭 **注：非正线车站 |         | |              |                                           |